# Cosmozosteria subzonata
Cosmozosteria subzonata är en kackerlacksart som först beskrevs av Johann Gottlieb Otto Tepper 1894.  Cosmozosteria subzonata ingår i släktet Cosmozosteria och familjen storkackerlackor. Inga underarter finns listade i Catalogue of Life.